# Collected (Massive Attack)
Collected è la seconda raccolta del gruppo musicale britannico Massive Attack, pubblicata il 27 marzo 2006 dalla Virgin Records.

## Descrizione
Collected è stato pubblicato in versione normale (un CD) e in edizione limitata DualDisc.
L'album segue il singolo Live with Me uscito il 13 marzo.

## Tracce
1. Safe from Harm – 5:19
2. Karmacoma – 5:14
3. Angel – 6:14
4. Teardrop – 5:28
5. Inertia Creeps – 5:54
6. Protection – 7:45
7. Butterfly Caught – 5:08
8. Unfinished Sympathy – 5:12
9. Risingson – 4:57
10. What Your Soul Sings – 6:37
11. Future Proof – 5:42
12. Five Man Army – 5:21
13. Sly – 4:56
14. Live with Me – 4:51

Contenuto bonus nell'edizione speciale
- CD 2 – Rarities

1. False Flags – 5:40
2. Incantations – 3:19
3. Silent Spring – 3:07
4. Bullet Boy – 4:04
5. Black Melt – 5:12
6. Joy Luck Club – 4:58
7. Small Time Shoot 'Em Up – 6:44
8. I Against I – 5:42
9. I Want You – 6:21
10. Danny the Dog – 6:02

- DVD – Eleven Promos

1. Daydreaming – 5:17
2. Unfinished Sympathy – 5:20
3. Safe from Harm – 4:57
4. Be Thankful for What You've Got – 6:28
5. Sly – 5:16
6. Protection – 5:53
7. Karmacoma – 4:15
8. Risingson – 5:00
9. Teardrop – 4:44
10. Angel – 5:23
11. Inertia Creeps – 5:29

## Formazione
Gruppo
- Robert Del Naja (3D)
- Grant Marshall (Daddy G)

Altri musicisti
- Andrew Vowles
- Shara Nelson
- Billy Cobham
- Madonna
- Tricky
- Mos Def
- 2D
- Bob Locke
- Tim Norfolk
- Horace Andy
- Elizabeth Fraser
- Tracey Thorn
- Neil Davidge
- Jonathan Sharp
- Lou Reed
- Pete Seeger
- Sinéad O'Connor
- Claude Williams
- Nicolette Suwoton
- Vivien Goldman
- Nellee Hooper
- Terry Callier
- Debbie Clare
- Arthur Ross
- Leon Ware
- Lorna Marshall